# Karistaansaari
Karistaansaari är en ö i Finland. Den ligger i sjön Pihlajavesi och i kommunen Nyslott i  landskapet Södra Savolax, i den sydöstra delen av landet, 260 km nordost om huvudstaden Helsingfors. Öns area är 1,93 kvadratkilometer och dess största längd är 3,3 kilometer i sydöst-nordvästlig riktning.